# Essequibo (colonia)
Essequibo (in olandese Essequebo) fu una colonia olandese situata sull'omonimo fiume in Guyana.

## Storia
La colonia venne fondata da profughi zelandesi provenienti dalla colonia di Pomeroon, distrutta nel 1596 dai raid spagnoli e dai continui attacchi degli indios. Guidati da Joost van der Hooge, i superstiti s'insediarono su un'isola chiamata Kyk-Over-Al, posta alla foce del fiume Essequibo (più precisamente alla confluenza del fiume Mazaruni), scelta per la posizione facilmente difendibile e strategica per quanto riguardava i flussi commerciali delle comunità amerindie circostanti. Van der Hooge rinvenne sull'isola i resti di un forte portoghese, sul quale edificò nel lustro 1616-1621 un nuovo edificio utilizzando i fondi pervenutigli dalla Compagnia olandese delle Indie occidentali, che venne denominato Fort ter Hoogen, sebbene i coloni lo chiamassero colloquialmente Fort Kyk-Over-Al ("forte vede dappertutto").

La colonia nascente prese il nome di Nova Zeelandia, che venne però soppiantato in breve tempo da quello del fiume sul quale essa sorgeva, Essquibo: sulla terraferma, a sud dell'isola, venne impiantato un fondaco di 12-15 case attorniate da piantagioni di cotone, indaco e cacao, il lavoro nelle quali era appannaggio di schiavi. Più a monte sul fiume venne fondata la colonia di Fort Zeelandia: nel 1632, le due colonie vennero accorpate a Pomeroon sotto la giurisdizione della sezione zelandese della Compagnia delle Indie Occidentali, e nel 1657 le competenze su queste colonie vennero trasferite alla "direzione della nuova colonia di Isekepe" dei comuni di Middelburg, Veere e Flessinga, con Pomeroon che prese il nome di Nova Zelandia.

Un anno più tardi, nel 1658, l'area venne visitata dal cartografo Cornelius Goliath, che mappò la colonia e progettò di ingrandirla a formare una città da chiamare Nuova Middelburg: i suoi piani vennero interrotti dalla Seconda guerra anglo-olandese, che causò l'occupazione delle colonia della Guyana olandese da parte degli inglesi e la loro successiva cessione alla Francia. Gli abitanti della Zelanda tentarono a più riprese di riconquistare le colonie sottrattegli, ma sebbene riuscirono a riprendere l'area corrispondente all'attuale Suriname dovettero rinunciare alle proprie pretese sugli altri fondachi (fra cui Essequibo) fino al 1666.
La colonia, assieme all'area circostante, soffrì molto sia la Guerra della Grande Alleanza che la Guerra di successione spagnola, che portarono la pirateria nell'area: essa subì anche le tensioni interne ai Paesi Bassi, dove la sezione di Amsterdam della Compagnia delle Indie mirava al possesso di tutta l'area circostante, della quale gli zelandesi si consideravano gli unici legittimi proprietari.
A partire dal 1740, il governatore della colonia Laurens Storm van 's Gravesande consentì all'accesso di piantatori di origine inglese, provenienti soprattutto da Barbados: il loro afflusso fu così massiccio che dieci anni dopo venne concesso alla minoranza inglese di eleggere un proprio rappresentante.
Nel febbraio 1781 e per circa un anno Essequibo e la vicina Demerara vennero occupate dai francesi nell'ambito della Guerra d'indipendenza americana: con la liberazione, Demerara (ai tempi denominata Stabroek in omaggio a un governatore olandese in carica a quel tempo) venne occupata dagli inglesi, mentre Essequibo tornò in mani olandesi, sebbene dopo il Trattato di Amiens anch'essa venne accorpata ai domini britannici, ai quali verrà però ufficialmente annessa solo con il Trattato anglo-olandese del 1814. Nel 1812 Stabroek venne rinominata Georgetown, mentre Essequibo venne accorpata alla colonia di Demerara a formare Demerara-Essequibo, che a sua volta verrà fusa col territorio di Berbice nel 1831 a formare la Guyana britannica.

Essequibo, a partire dal 1838, divenne una delle tre contee in cui la colonia venne divisa, assieme a Berbice e Demerara, e il cui status rimarrà invariato fino al 1958, quando la Guyana venne divisa in regioni.